# Hahlener Moor
Das Hahlener Moor ist ein Naturschutzgebiet in den niedersächsischen Gemeinden Menslage in der Samtgemeinde Artland und Berge in der Samtgemeinde Fürstenau im Landkreis Osnabrück.
Das Naturschutzgebiet mit dem Kennzeichen NSG WE 158 ist 294 Hektar groß. Es ist nahezu vollständig Bestandteil des FFH-Gebietes „Hahnenmoor, Hahlener Moor, Suddenmoor“. Im Osten grenzt es direkt an das Naturschutzgebiet „Suddenmoor/Anten“, im Westen an das Naturschutzgebiet „Hahnenmoor“. Das Gebiet steht seit dem 16. Januar 2011 unter Naturschutz. Es ersetzt das gleichnamige und etwas kleinere Naturschutzgebiet vom 30. März 1985. Zuständige untere Naturschutzbehörde ist der Landkreis Osnabrück.
Das Naturschutzgebiet liegt südöstlich von Herzlake und nordwestlich von Berge am Nordrand des Börsteler Waldes. Es stellt einen Hochmoorrest als Teil des ehemaligen Hahnenmoores unter Schutz, der in der Vergangenheit entwässert und durch Torfstiche teilweise stark verändert wurde.
Das Moorgebiet wird heute überwiegend von Moorwäldern mit Birken- und Kiefernbewuchs sowie Birkenbruchwäldern geprägt. Im Osten des Schutzgebietes sind Teile des hier wenig veränderten Moores wiedervernässt worden. Hier findet sich eine durch Entkusselung entstandene große, offene Hochmoorfläche, in der sich das Moor regenerieren kann. Dieser Bereich wird von Moorheide, Wollgras und Pfeifengras geprägt. Teile der Fläche werden beweidet, um Gehölzwachstum einzuschränken. Vorhandene Stillgewässer, die teilweise als Torfstichgewässer im Zuge der Wiedervernässung entstanden sind, weisen Verlandungsstadien auf.
Im Westen schließt sich der „Pferdebusch“ an den bewaldeten Moorkörper an, der Anfang 2011 in das Schutzgebiet mit einbezogen wurde und die Verbindung zum westlich liegenden Naturschutzgebiet „Hahnenmoor“ herstellt. Beim „Pferdebusch“ handelt es sich um einen landwirtschaftlich genutzten Bereich, der überwiegend als Grünland auf Nieder- und Hochmoor, teilweise auch als Acker genutzt wird. Durch ihn verläuft die Landesstraße 102 zwischen Herzlake und Berge.
Im Süden des Naturschutzgebietes befindet sich der „Achterbusch“, der zum Börsteler Wald leicht ansteigt. Hier treten im südöstlichen Bereich mehrere Quellen aus, darunter die als tümpelartiker Quelltopf ausgebildete „Augenquelle“. Im Bereich des flächig verrieselnden Quellwassers wachsen dichte Schilfhorste.
Das Naturschutzgebiet entwässert über Gräben zum nördlich gelegenen Hahnenmoorkanal.
Das „Hahlener Moor“ ist durch einen Moorlehrpfad, an dessen südlichem Ende sich eine Schutzhütte befindet, für Besucher erschlossen.